# Première République (Autriche)
Pour les articles homonymes, voir Première République.
 (juin 2017).
Si vous disposez d'ouvrages ou d'articles de référence ou si vous connaissez des sites web de qualité traitant du thème abordé ici, merci de compléter l'article en donnant les références utiles à sa vérifiabilité et en les liant à la section « Notes et références ».
21 octobre 1919 – 12 mars 1938
(18 ans, 4 mois et 19 jours)
Entités précédentes :
- République d'Autriche allemande

Entités suivantes :
- Autriche nazie
- Royaume de Hongrie (Ödenbourg/Sopron, 1922)

La république d'Autriche (en allemand : Republik Österreich), dite Première République pour la distinguer du régime actuel, est le régime républicain qu'a connu l'Autriche pendant l'entre-deux-guerres.
La république est établie le 21 octobre 1919, lors de la ratification du traité de Saint-Germain par l'Autriche. Elle succède à l'éphémère république d'Autriche allemande créée lors du démembrement de l'Empire austro-hongrois. La Constitution est signée en 1920 et amendée en 1929. Cette période de l'histoire autrichienne est marquée par de violents conflits entre la gauche et la droite, comme lors de la révolte de Juillet (1927) ou lors de la guerre civile autrichienne (après le coup d'État d'Engelbert Dollfuss) de février 1934.
La Première République disparaît le 12 mars 1938 lorsque l'Autriche est annexée par le Troisième Reich (Anschluss). Cependant, certains considèrent qu'elle se termine dès la mise en place de la dictature austrofasciste en 1933-1934, la Constitution de l'État austrofasciste ne considérant pas l'Autriche comme une république mais comme un État fédéral (Ständestaat ou Bundesstaat Österreich).

## Création
Le 21 octobre 1919, l'Autriche ratifie le traité de Saint-Germain, qui dissout la république d'Autriche allemande et cède des territoires peuplés majoritairement d'Allemands aux nouveaux États issus de la dissolution de l'Autriche-Hongrie : la région des Sudètes est ainsi cédée à la Tchécoslovaquie, le Tyrol du Sud à l'Italie et une partie du Sud du pays au royaume des Serbes, Croates et Slovènes. La population autrichienne est frustrée par cette décision qu'elle considère comme une violation des « quatorze points de Wilson » et plus particulièrement de la possibilité d'auto-détermination de toute nation. Le nouvel État parvient tout de même à conserver certains territoires revendiqués par ces voisins tels que la partie Sud-Est de la Carinthie où vivaient des minorités slovènes, et le Burgenland qui, dans l'Autriche-Hongrie, faisait partie de la partie hongroise. Lors de plébiscites organisés respectivement en 1920 et 1921, ces territoires votent leur maintien au sein de l'Autriche, à une seule exception près, la ville d'Ödenbourg ou Sopron qui vote pour son retour à la Hongrie. 
Des élections ont lieu au printemps 1919 afin d'élire une assemblée constituante. Le Parti social démocrate des travailleurs (SDAP) arrive en tête suivi du parti des chrétiens sociaux (CS) et de l'Association Nationale Allemande (DNV). Le débat fut tendu lors de la rédaction de la Constitution, notamment entre le SDAP et le CS pourtant alliés au sein d'une coalition. Le CS souhaitait une république fédérale avec un chef d’État puissant, le SDAP une république centralisée sans chef d’État (seulement un chancelier). La Constitution qui entre en vigueur en novembre 1920 est un compromis entre les idées des différents partis. La République est fédérale mais les régions ont peu d'autonomie et le chef de l'État n'a que des pouvoirs limités.

## Politique de 1920 à 1932
Le parti des chrétiens sociaux, proche de l'Église catholique romaine, gouverne l'Autriche à partir de 1920. Le premier chancelier, Ignaz Seipel, est issu de ce parti et essaye de forger une alliance politique entre les riches industriels et l'Église catholique. Bien que le gouvernement autrichien soit stable durant ces années, la vie politique est agitée et violente. Des forces paramilitaires de gauche (Republikanischer Schutzbund, SDAP) et de droite (Heimwehr, CS et DNV) s'opposent. Les élections d'avril 1927 réduisent l'écart entre CS et SDAP à un siège, ce qui radicalise encore plus la vie politique. Des combats de rue ont lieu à Schattendorf, entraînant la mort de deux personnes, un homme et un enfant. Les militants de droite, accusés de ce crime, furent acquittés, ce qui eut pour conséquences une immense manifestation de la gauche et l'incendie du palais de justice. La police tira sur les manifestants, causant la mort de 89 personnes. Cet événement est connu sous le nom de révolte de Juillet. Les violences continuèrent à augmenter en Autriche jusqu'au début des années 1930, lorsque Engelbert Dollfuss devint chancelier.

## L'austrofascisme
Le chancelier Engelbert Dollfuss, du parti des chrétiens sociaux, prend le pouvoir en Autriche en 1932. Il conduit l'Autriche vers la dictature, la centralisation et le fascisme. Le 4 mars 1933 le Parlement s'autodissout et Dollfuss déclare le 7 qu'il gouvernera sans lui. Le 15, quelques députés essayent d'organiser une session du Parlement mais elle est empêchée par le gouvernement.
Outre le SDAP, Dollfuss s'oppose également au parti nazi autrichien qui souhaite le rattachement de l'Autriche à l'Allemagne nazie. Dollfuss met en avant les racines catholiques de l'Autriche pour refuser l'union avec l'Allemagne, majoritairement protestante. Des violences s'intensifient, conduisant à la guerre civile entre les nazis, les austrofascistes et les socialistes. 
En 1934, Dollfuss impose à l'Autriche un système à parti unique, dirigé par le Front patriotique (Vaterländische Front, VF). L'État interdit le SDAP et exécute certains de ses représentants. Il commence également à sévir contre les sympathisants pro-nazis. Ces derniers répondent en organisant un coup d'État et en assassinant le chancelier Dollfuss le 25 juillet 1934. Cet assassinat irrita fortement l'Italie fasciste de Mussolini, qui avait de bonnes relations avec l'Autriche de Dollfuss. Le Duce promet alors de défendre le régime austrofasciste en cas d'invasion allemande. Ce soutien italien évite à l'Autriche une annexion dès 1934. Le successeur de Dollfuss, Kurt von Schuschnigg, maintient l'interdiction des activités nazies.

## L'Anschluss
Au début 1938, Adolf Hitler obtient l'accord de Mussolini au sujet d'une l'annexion de l'Autriche par le Troisième Reich. Kurt von Schuschnigg essaye désespérément d'éviter une guerre avec l'Allemagne nazie. Il annonce le 9 mars son intention d'organiser un plébiscite le 13 du même mois pour décider si l'Autriche souhaite rester indépendante ou rejoindre l'Allemagne. Il lance la devise « rot-weiß-rot bis in dem Tod » (« rouge-blanc-rouge jusqu’à la mort ». Hitler répond en exigeant la démission immédiate de von Schuschnigg, que ce dernier est contraint de présenter au président fédéral Wilhelm Miklas le 11 mars. Von Schuschnigg est remplacé par le dirigeant du parti nazi autrichien, Arthur Seyß-Inquart, et les troupes allemandes prennent le contrôle de l'Autriche le 12 mars.
Le 13 mars 1938, la première république d'Autriche a cessé d'exister.